# Перевернутий (геральдика)
Перевернутий (перекинутий) — у геральдиці технічний термін, який використовується для особливої форми зображення герольдичних зображень і геральдичних фігур у гербі.
Геральдична фігура вважається перевернутою, коли вона повернута на 180 градусів догори дриґом. Іншими термінами для позначення цього ж наміру є перекинута або повернута донизу фігура. Чи описувати фігуру перекинутою, залежить від доцільності та стилю. Особливо, якщо існують інші позначення для нового положення. У випадку з людьми та геральдичними тваринами перекинуте зображення зустрічається рідше. Найчастіше термін використовується у таких випадках:
- Перевернутий герб або щит призначений для позначення вимерлої чоловічої лінії.
- Вилоподібний хрест, що перевернутий, є гепелем у щиті як окрема геральдична фігура. Як поділ він стає напіврозсіченим та напівскошеним від центру.
- Півмісяць, що переварнувся, спрямований своїми кінцями до основи щита.
- Перевернутий латинський хрест стає символом Симона Петра як Хрест Петра.

Багато геральдичних фігур придатні для зображення в перевернутому вигляді, але лише зрідка з'являються в такому вигляді на гербах. Варто згадати шеврон, вістря і впав лет.

## Приклади

Латинський хрест
Перевернутий латинський хрест
Півмісяць
Перевернутий півмісяць
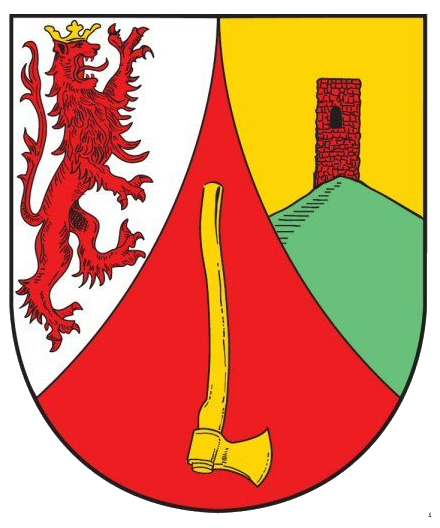
Перевернута сокира
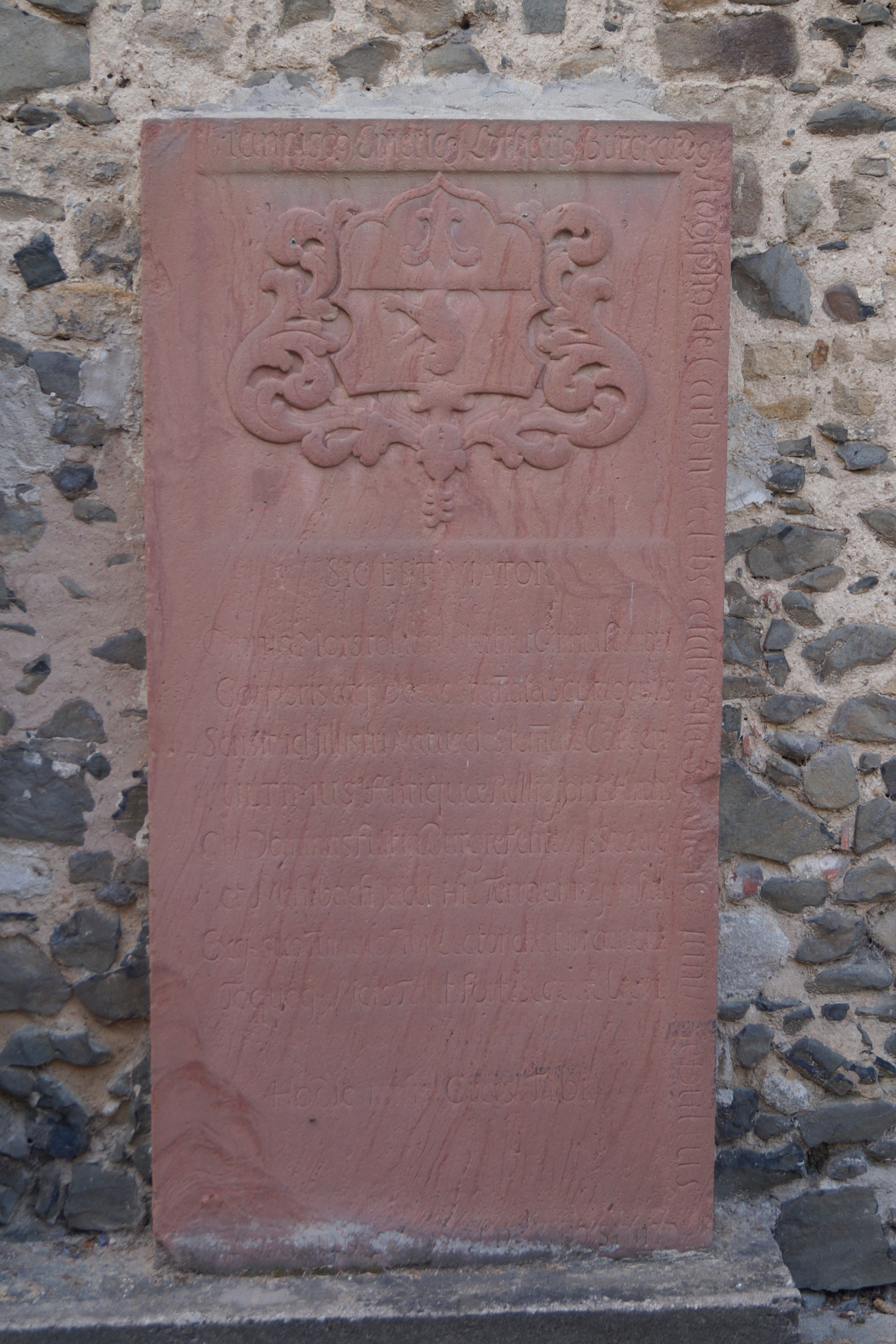
Надмогильна плита Франца Еммеріха Лотара Буркхарда Адольфа фон Карбена в базиліці в Ільбенштадті